# Sveriges damlandskamper i fotboll 2018
Sveriges damlandskamper i fotboll 2018 var matcher som spelades i Algarve Cup,   kvalmatcher till VM 2019, och träningsmatcher. Det var inte slutspel i något mästerskap detta år.

## Träningslandskamp vinter
|             | 21 januari  | Sydafrika | 0 – 3           | Sverige                             | Green Point Stadium                                          |                                                              |
| 14:00 UTC+2 | 14:00 UTC+2 |           | (0 – 1) Rapport | 10′ (sjm.) 47′, 69′ Loreta Kullashi | Sydafrika Publik: 6 677 Domare: Nteboheleng Setoko (Lesotho) | Sydafrika Publik: 6 677 Domare: Nteboheleng Setoko (Lesotho) |
| 14:00 UTC+2 | 14:00 UTC+2 |           |                 |                                     | Sydafrika Publik: 6 677 Domare: Nteboheleng Setoko (Lesotho) | Sydafrika Publik: 6 677 Domare: Nteboheleng Setoko (Lesotho) |
| 14:00 UTC+2 | 14:00 UTC+2 |           |                 |                                     | Sydafrika Publik: 6 677 Domare: Nteboheleng Setoko (Lesotho) | Sydafrika Publik: 6 677 Domare: Nteboheleng Setoko (Lesotho) |

## Algarve Cup
Sverige nådde finalen i Algarve Cup, mot Nederländerna. Den blev tyvärr inställd på grund av vattensjuk plan. Sverige och Nederländerna dömdes till att dela segern.

### Gruppspel
|             | 28 februari | Sverige                                                      | 3 – 1           | Kanada            | Estádio Municipal da Bela Vista                            |                                                            |
| 19:00 UTC±0 | 19:00 UTC±0 | Mimmi Larsson 43′ Fridolina Rolfö 51′ Stina Blackstenius 87′ | (1 – 0) Rapport | 46′ Janine Beckie | Parchal Publik: 205 Domare: Lidya Tafesse Abebe (Etiopien) | Parchal Publik: 205 Domare: Lidya Tafesse Abebe (Etiopien) |
| 19:00 UTC±0 | 19:00 UTC±0 |                                                              |                 |                   | Parchal Publik: 205 Domare: Lidya Tafesse Abebe (Etiopien) | Parchal Publik: 205 Domare: Lidya Tafesse Abebe (Etiopien) |
| 19:00 UTC±0 | 19:00 UTC±0 |                                                              |                 |                   | Parchal Publik: 205 Domare: Lidya Tafesse Abebe (Etiopien) | Parchal Publik: 205 Domare: Lidya Tafesse Abebe (Etiopien) |

|             | 2 mars      | Sverige                | 1 – 1           | Sydkorea        | Estádio Municipal da Bela Vista                        |                                                        |
| 19:00 UTC+± | 19:00 UTC+± | Stina Blackstenius 19′ | (1 – 1) Rapport | 33′ Lee Youngju | Parchal Publik: 250 Domare: Salima Mukansanga (Rwanda) | Parchal Publik: 250 Domare: Salima Mukansanga (Rwanda) |
| 19:00 UTC+± | 19:00 UTC+± |                        |                 |                 | Parchal Publik: 250 Domare: Salima Mukansanga (Rwanda) | Parchal Publik: 250 Domare: Salima Mukansanga (Rwanda) |
| 19:00 UTC+± | 19:00 UTC+± |                        |                 |                 | Parchal Publik: 250 Domare: Salima Mukansanga (Rwanda) | Parchal Publik: 250 Domare: Salima Mukansanga (Rwanda) |

|             | 6 mars 2017 | Sverige                                        | 3 – 0           | Ryssland | Estádio Municipal da Bela Vista                               |                                                               |
| 15:00 UTC±0 | 15:00 UTC±0 | Filippa Angeldahl 31′ Fridolina Rolfö 50′, 61′ | (1 – 0) Rapport |          | Parchal Publik: 120 Domare: Marianela Araya Cruz (Costa Rica) | Parchal Publik: 120 Domare: Marianela Araya Cruz (Costa Rica) |
| 15:00 UTC±0 | 15:00 UTC±0 |                                                |                 |          | Parchal Publik: 120 Domare: Marianela Araya Cruz (Costa Rica) | Parchal Publik: 120 Domare: Marianela Araya Cruz (Costa Rica) |
| 15:00 UTC±0 | 15:00 UTC±0 |                                                |                 |          | Parchal Publik: 120 Domare: Marianela Araya Cruz (Costa Rica) | Parchal Publik: 120 Domare: Marianela Araya Cruz (Costa Rica) |

### Final
Matchen blev inställd. Se ovan.
|             | 7 mars 2017 | Nederländerna | –                  | Sverige | Estádio Municipal da Bela Vista                   |                                                   |
| 18:30 UTC±0 | 18:30 UTC±0 |               | (inställd) Rapport |         | Parchal Domare: Anastasia Pustovojtova (Ryssland) | Parchal Domare: Anastasia Pustovojtova (Ryssland) |
| 18:30 UTC±0 | 18:30 UTC±0 |               |                    |         | Parchal Domare: Anastasia Pustovojtova (Ryssland) | Parchal Domare: Anastasia Pustovojtova (Ryssland) |
| 18:30 UTC±0 | 18:30 UTC±0 |               |                    |         | Parchal Domare: Anastasia Pustovojtova (Ryssland) | Parchal Domare: Anastasia Pustovojtova (Ryssland) |

## VM-kval
|             | 5 april     | Ungern         | 1 – 4           | Sverige                                                                           | Haladás Sportkomplexum                               |                                                      |
| 18:00 UTC+2 | 18:00 UTC+2 | Fanni Vágó 63′ | (0 – 2) Rapport | 17′ Caroline Seger 25′ Sofia Jakobsson 87′ Stina Blackstenius 90+3′ Mimmi Larsson | Ungern Publik: 872 Domare: Viola Raudziņa (Lettland) | Ungern Publik: 872 Domare: Viola Raudziņa (Lettland) |
| 18:00 UTC+2 | 18:00 UTC+2 |                |                 |                                                                                   | Ungern Publik: 872 Domare: Viola Raudziņa (Lettland) | Ungern Publik: 872 Domare: Viola Raudziņa (Lettland) |
| 18:00 UTC+2 | 18:00 UTC+2 |                |                 |                                                                                   | Ungern Publik: 872 Domare: Viola Raudziņa (Lettland) | Ungern Publik: 872 Domare: Viola Raudziņa (Lettland) |

|             | 7 juni      | Sverige                                                            | 4 – 0           | Kroatien | Gamla Ullevi                                               |                                                            |
| 18:45 UTC+2 | 18:45 UTC+2 | Stina Blackstenius 16′, 67′ Elin Rubensson 63′ Hanna Folkesson 90′ | (1 – 0) Rapport |          | Göteborg Publik: 8 092 Domare: Marta Frias Acedo (Spanien) | Göteborg Publik: 8 092 Domare: Marta Frias Acedo (Spanien) |
| 18:45 UTC+2 | 18:45 UTC+2 |                                                                    |                 |          | Göteborg Publik: 8 092 Domare: Marta Frias Acedo (Spanien) | Göteborg Publik: 8 092 Domare: Marta Frias Acedo (Spanien) |
| 18:45 UTC+2 | 18:45 UTC+2 |                                                                    |                 |          | Göteborg Publik: 8 092 Domare: Marta Frias Acedo (Spanien) | Göteborg Publik: 8 092 Domare: Marta Frias Acedo (Spanien) |

|             | 12 juni     | Ukraina                 | 1 – 0           | Sverige | Arena Lviv                                             |                                                        |
| 19:00 UTC+3 | 19:00 UTC+3 | Daryna Apanaschenko 41′ | (1 – 0) Rapport |         | Lviv Publik: 1 257 Domare: Petra Pavlikova (Slovakien) | Lviv Publik: 1 257 Domare: Petra Pavlikova (Slovakien) |
| 19:00 UTC+3 | 19:00 UTC+3 |                         |                 |         | Lviv Publik: 1 257 Domare: Petra Pavlikova (Slovakien) | Lviv Publik: 1 257 Domare: Petra Pavlikova (Slovakien) |
| 19:00 UTC+3 | 19:00 UTC+3 |                         |                 |         | Lviv Publik: 1 257 Domare: Petra Pavlikova (Slovakien) | Lviv Publik: 1 257 Domare: Petra Pavlikova (Slovakien) |

|             | 30 augusti  | Sverige                                                        | 3 – 0           | Ukraina | Gamla Ullevi                                            |                                                         |
| 18:45 UTC+2 | 18:45 UTC+2 | Elin Rubensson 34′ Magdalena Eriksson 38′ Kosovare Asllani 51′ | (2 – 0) Rapport |         | Göteborg Publik: 6 175 Domare: Monika Mularczyk (Polen) | Göteborg Publik: 6 175 Domare: Monika Mularczyk (Polen) |
| 18:45 UTC+2 | 18:45 UTC+2 |                                                                |                 |         | Göteborg Publik: 6 175 Domare: Monika Mularczyk (Polen) | Göteborg Publik: 6 175 Domare: Monika Mularczyk (Polen) |
| 18:45 UTC+2 | 18:45 UTC+2 |                                                                |                 |         | Göteborg Publik: 6 175 Domare: Monika Mularczyk (Polen) | Göteborg Publik: 6 175 Domare: Monika Mularczyk (Polen) |

|             | 4 september | Danmark | 0 – 1           | Sverige             | Energi Viborg Arena                                            |                                                                |
| 17:00 UTC+2 | 17:00 UTC+2 |         | (0 – 0) Rapport | 46′ Sofia Jakobsson | Viborg Publik: 8 182 Domare: Anastasia Pustovojtova (Ryssland) | Viborg Publik: 8 182 Domare: Anastasia Pustovojtova (Ryssland) |
| 17:00 UTC+2 | 17:00 UTC+2 |         |                 |                     | Viborg Publik: 8 182 Domare: Anastasia Pustovojtova (Ryssland) | Viborg Publik: 8 182 Domare: Anastasia Pustovojtova (Ryssland) |
| 17:00 UTC+2 | 17:00 UTC+2 |         |                 |                     | Viborg Publik: 8 182 Domare: Anastasia Pustovojtova (Ryssland) | Viborg Publik: 8 182 Domare: Anastasia Pustovojtova (Ryssland) |

## Träningslandskamper höst
|             | 4 oktober   | Sverige                       | 2 – 1           | Norge                 | Olympia                                                    |                                                            |
| 18:45 UTC+2 | 18:45 UTC+2 | Olivia Schough 13′ 32′ (sjm.) | (2 – 0) Rapport | 85′ Isabell Herlovsen | Helsingborg Publik: 2 639 Domare: Katalin Kulcsar (Ungern) | Helsingborg Publik: 2 639 Domare: Katalin Kulcsar (Ungern) |
| 18:45 UTC+2 | 18:45 UTC+2 |                               |                 |                       | Helsingborg Publik: 2 639 Domare: Katalin Kulcsar (Ungern) | Helsingborg Publik: 2 639 Domare: Katalin Kulcsar (Ungern) |
| 18:45 UTC+2 | 18:45 UTC+2 |                               |                 |                       | Helsingborg Publik: 2 639 Domare: Katalin Kulcsar (Ungern) | Helsingborg Publik: 2 639 Domare: Katalin Kulcsar (Ungern) |

|             | 9 oktober   | Italien              | 1 – 0           | Sverige | Stadio Giovanni Zini                                    |                                                         |
| 18:15 UTC+2 | 18:15 UTC+2 | Daniela Sabatino 57′ | (0 – 0) Rapport |         | Cremona Publik: 2 000 Domare: Tanja Subotic (Slovenien) | Cremona Publik: 2 000 Domare: Tanja Subotic (Slovenien) |
| 18:15 UTC+2 | 18:15 UTC+2 |                      |                 |         | Cremona Publik: 2 000 Domare: Tanja Subotic (Slovenien) | Cremona Publik: 2 000 Domare: Tanja Subotic (Slovenien) |
| 18:15 UTC+2 | 18:15 UTC+2 |                      |                 |         | Cremona Publik: 2 000 Domare: Tanja Subotic (Slovenien) | Cremona Publik: 2 000 Domare: Tanja Subotic (Slovenien) |

|             | 11 november | England | 0 – 2           | Sverige                               | New York Stadium                                            |                                                             |
| 13:30 UTC±0 | 13:30 UTC±0 |         | (0 – 2) Rapport | 20′ Sofia Jakobsson 33′ Anna Anvegård | Rotherham Publik: 9 561 Domare: Petra Pavlikova (Slovakien) | Rotherham Publik: 9 561 Domare: Petra Pavlikova (Slovakien) |
| 13:30 UTC±0 | 13:30 UTC±0 |         |                 |                                       | Rotherham Publik: 9 561 Domare: Petra Pavlikova (Slovakien) | Rotherham Publik: 9 561 Domare: Petra Pavlikova (Slovakien) |
| 13:30 UTC±0 | 13:30 UTC±0 |         |                 |                                       | Rotherham Publik: 9 561 Domare: Petra Pavlikova (Slovakien) | Rotherham Publik: 9 561 Domare: Petra Pavlikova (Slovakien) |

## Sveriges målgörare 2018
- Stina Blackstenius 5
- Sofia Jakobsson 3
- Fridolina Rolfö 3
- Loreta Kullashi 2
- Mimmi Larsson 2
- Elin Rubensson 2
- Kosovare Asllani 1
- Caroline Seger 1
- Filippa Angeldahl 1
- Hanna Folkesson 1
- Magdalena Eriksson 1
- Olivia Schough 1
- Självmål 1
- Anna Anvegård 1

### Fotnoter
1. ↑  ”Algarve Cup 2018”. svenskfotboll.se. Svenska Fotbollförbundet. 2018. Arkiverad från originalet den 28 juni 2022. https://web.archive.org/web/20220628143433/https://www2.svenskfotboll.se/landslag/damer/algarve-cup/. Läst 28 juni 2022.